# Madonnina

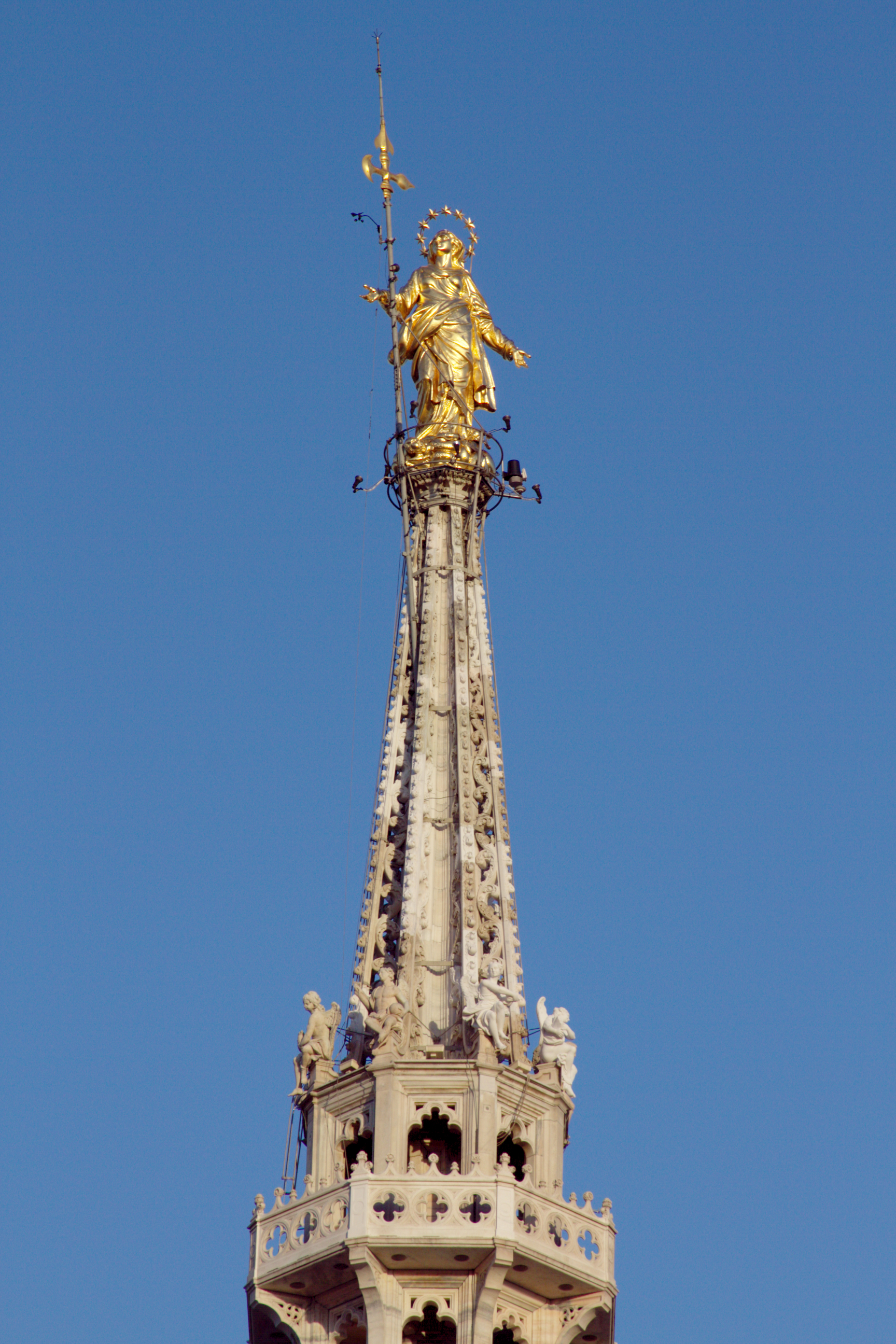
La Madonnina vista dalla Rinascente

La Madonnina (in dialetto milanese Madonnina, AFI: [maduˈniːna] ) è una statua in rame dorato, opera di Giuseppe Perego, raffigurante la Madonna Assunta e posta sulla guglia maggiore del Duomo di Milano.
Dal momento della sua posa, avvenuta nel 1774, è diventata il simbolo della città anche al di là della sua valenza religiosa. Frasi come all'ombra della Madonnina indicano per antonomasia la città di Milano. L'alabarda è in realtà un parafulmine "mascherato".

## Storia e descrizione
Nel XVIII secolo il duomo era ancora quasi privo di guglie e in continuo stato di lavorazioni riprese, interrotte e mai completate.  Su impulso dell'arcivescovo Giuseppe Pozzobonelli, Il 16 luglio 1765 il Capitolo della Veneranda Fabbrica del Duomo deliberava di fare innalzare la guglia maggiore, sopra il tiburio eretto alla fine del Quattrocento. L'opera, che era in discussione da molti anni, venne progettata (1765) e poi realizzata (1769) dall'architetto della veneranda fabbrica Francesco Croce e il duomo raggiunse così l'altezza complessiva di 108,50 metri.
Sulla cima della guglia, secondo un piano che risale probabilmente alle origini stesse del Duomo, venne posta una statua dell'Assunta (alta 4,16 metri) con lo sguardo e le braccia aperte a implorare la benedizione di Dio verso la città. 
Il capitolo indisse un concorso, fra i molti scultori impegnati nella fabbrica del duomo, per la realizzazione della statua, del quale risultò vincitore Giuseppe Perego, scultore lombardo attivo nel periodo tardobarocco di cui si posseggono scarse notizie biografiche, allievo del più noto Elia Vincenzo Buzzi. Il Perego fu prescelto in base ai modellini in terracotta della statua da lui predisposti, ancor oggi conservati all'interno del Museo del Duomo di Milano. Fu scelto in particolare il modello più semplice, raffigurante l’Assunta su una nuvola senza angeli intorno. 
A partire dal modello in scala ridotta plasmato dal Perego, fu ricavato un modello in legno di noce, poi tradotto in rame sbalzato dall’orafo Giuseppe Bini. La statua, costituita da lamine di rame sbalzate e dorate sostenute da un'anima in ferro, venne posizionata e fissata da tre magutt il 30 dicembre 1774.
Durante la seconda guerra mondiale la statua venne ricoperta da teli, per ridurne la visibilità impedendo che diventasse un riferimento topografico di navigazione per i bombardieri alleati.
Nel 1967, la Madonnina del Duomo di Milano fu sottoposta a un restauro che incluse la scomposizione delle lastre di rame e una nuova doratura. In quell'occasione, la struttura interna in ferro, corrosa, fu sostituita con una in acciaio inossidabile, mentre quella originaria fu spostata nella collezione del Museo del Duomo. Un successivo intervento di ridoratura avvenne nel 2012, in contemporanea con il restauro della Guglia Maggiore.

## L'altezza

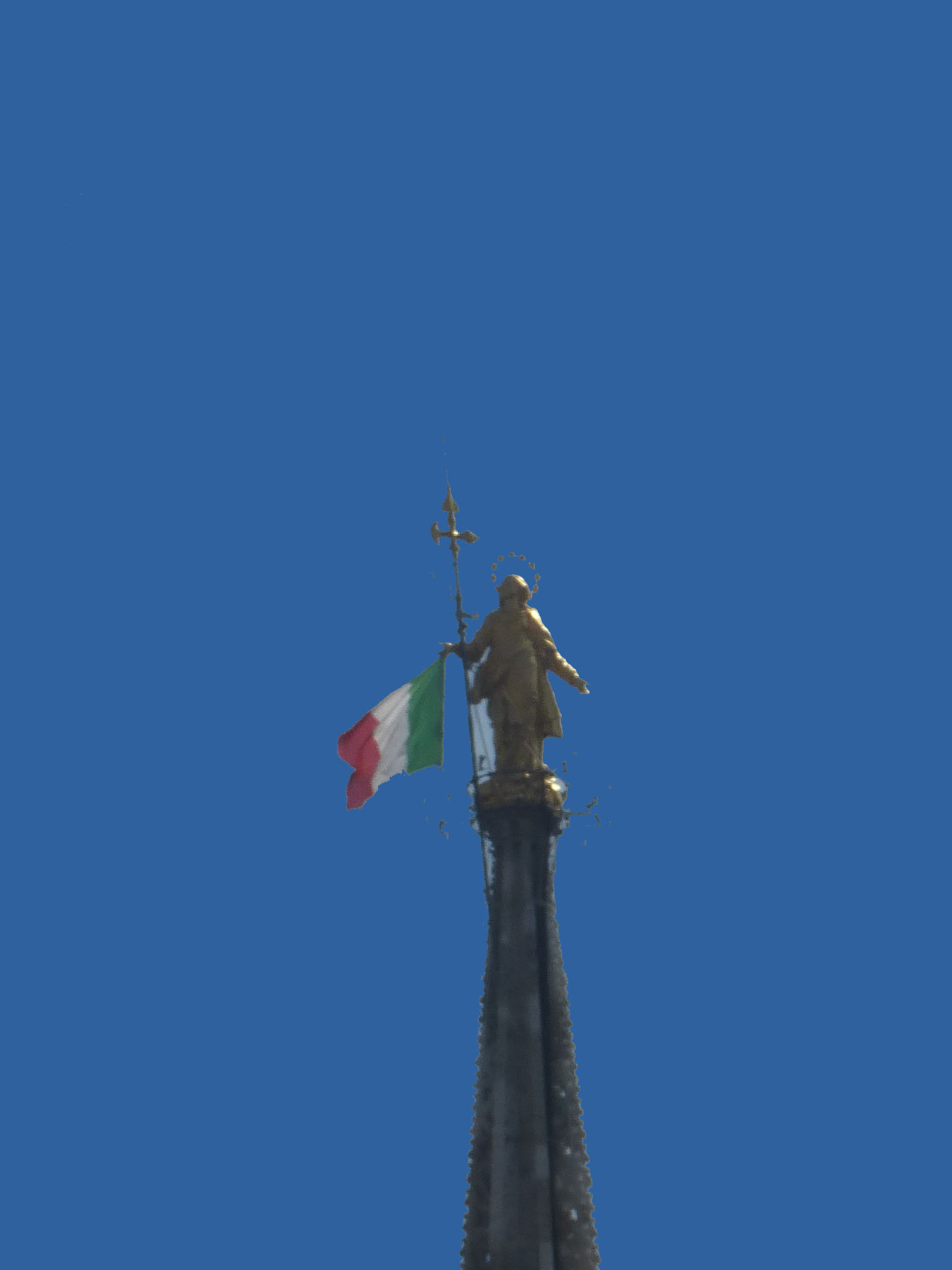
Il tricolore del 25 aprile sulla guglia della Madonnina

La tradizione vuole che nessun edificio di Milano possa essere più alto della Madonnina. Una legge, resa ufficiale negli anni 1930, impedì alla Torre Branca di Gio Ponti e alla Torre Velasca di superare i fatidici 108,5 metri per rispetto della Madonnina. In realtà, dietro i sentimenti religiosi si celavano principalmente problemi strutturali: pochi metri sotto la superficie della città c'è una falda freatica, la quale esercita una forte pressione sugli strati rocciosi del sottosuolo. Una costruzione più alta e più pesante del Duomo, pertanto, avrebbe potuto rivelarsi instabile.
Il Grattacielo Pirelli, sede del Consiglio regionale, misura 127 metri ed è perciò più alto della Madonnina. Per rispettare la tradizione è stata realizzata una copia della Madonnina, che è stata posta sulla sommità del grattacielo.
Nel 2010 una seconda copia è stata postata sulla sommità del Palazzo Lombardia, sede della Giunta regionale, a 161 metri d'altezza.
Domenica 22 novembre 2015 è stata issata sulla sommità della Torre Isozaki, a 209,2 metri d'altezza, la quarta copia della Madonnina, così come vuole la tradizione meneghina, su quello che è diventato il tetto più alto della città di Milano. La statua è stata benedetta da monsignor Carlo Faccendini. Anche l’ultima copia della Madonnina, come la canzone a lei dedicata (O mia bela Madunina), sottolinea lo spirito multiculturale di Milano, infatti è stata costruita a Nola, vicino a Napoli.

## Nella cultura di massa

### Musica
Alla Madonnina è dedicata la celeberrima canzone in dialetto milanese O mia bella Madonnina, scritta nel 1935 da Giovanni D'Anzi.
(Giovanni D'Anzi)

### Narrativa
Nel 2013 è stato pubblicato il romanzo Operazione Madonnina - Milano 1973, di Riccardo Besola, Andrea Ferrari e Francesco Gallone. Il libro, che inscena un pittoresco furto della Madonnina, è stato accolto da un successo di pubblico.
Sport
Il derby di Milano tra Milan e Inter è chiamato anche "Derby della Madonnina" in onore di essa.